# Перегін (фільм)
«Перегін» — художній фільм Олександра Рогожкіна, знятий у 2006 році у Росії.

## Зміст
Історія кохання російського офіцера й американської льотчиці під час війни. Обоє розквартировані на крайній півночі. Молоді люди відчувають симпатію один до одного, але навіть не можуть спілкуватися однією мовою. Незважаючи на прірву нерозуміння, вони насолоджуються товариством одне одного. А поруч з ними живе мирний народ аборигенів. Вони не можуть зрозуміти причини безглуздої і кривавої бійні, у якій беруть участь наші герої.

## Ролі
| Актор                | Роль                                                             |
| -------------------- | ---------------------------------------------------------------- |
| Олексій Серебряков   | комендант аеродрому Фома Юрченко                                 |
| Данило Страхов       | начальник аеродрому, капітан Лісневський Сергій Михайлович       |
| Анастасія Немоляєва  | перекладачка і бібліотекар Ірина Володимирівна Зарева            |
| Юрій Іцков           | політрук Свист                                                   |
| Юрій Орлов           | кухар, засуджений авіаконструктор Ромодановський Роман Денисович |
| Олег Малкін          | лейтенант Нулін                                                  |
| Іван Прилль          | лейтененат Туровський, «Туз»                                     |
| Кетрін Інноченті     | льотчиця ВВС США Мак-Клейн                                       |
| Сара Маргарет Ратлам | льотчиця ВВС США Типпи                                           |
| Кирило Ульянов       | старший лейтенант НКВД Яків Ларіонович Гуцава                    |
| Андрій Фомін         | сержант НКВД Петро Чорних                                        |
| Світлана Строганова  | кухарка Валентина                                                |
| Олексій Петров       | підліток, помічник Семена Василь Попов                           |
| Сергій Константинов  | мисливець Рінтин                                                 |
| Роман Кельчін        | водій пожежної машини Семен                                      |

## Знімальна група
- Автор сценарію — Олександр Рогожкін
- Режисер — Олександр Рогожкін
- Продюсер — Сергій Сельянов
- Оператор-постановник — Андрій Жегалов
- Композитор — Дмитро Павлов
- Монтажер — Юлія Румянцева

## Зйомки
- Зйомки проходили на Кольському півострові в селищі Лиинахамари (околиці аеродрому), в 20 км від Великого Новгорода (аеродром), а також у селищі Осіновец на березі Ладозького озера.
- У картині задіяно багато одиниць повітряної техніки. У повітрі знімалися спортивні літаки Як-52, на землі — повнорозмірні макети винищувачів «Аерокобра».
- Хоча за сюжетом фільму передача літаків відбувається на Чукотці, реальне місце, де радянські льотчики брали естафету по перегонці літаків від американських колег, знаходилося в місті Фербанкс.